# Île de la Cité
Île de la Cité je otok na rijeci Seini i najstariji je dio Pariza. Od početnih 8 ha, kroz historiju povećao se na 17 ha, te je s devet mostova povezan s lijevom (Rive gauche) i desnom obalom (Rive droite) Seine, te s otokom Île Saint-Louis. Mostovi su, u smjeru kazaljke na satu od zapada prema istoku: Pont Neuf, Pont au Change, Pont Notre-Dame, Pont d’Arcole, Pont Saint-Louis, Pont de l’Archeveché, Pont au Double, Petit Pont i Pont Saint-Michel. Otok pripada 1. i 4. arondismanu. 

## Povijest
Île de la Cité bio je naseljen još u antičko doba. Najprije su otok naseljavali Kelti, a kasnije od 52. godine pr. n. e. grad pripada Rimskom Carstvu u provinciji Galiji. Oko 540. – 550. godine pod vladavinom franačkog kralja Childebert I na otoku je izgrađena katedrala Kathedrale St. Etienne, na čijim je osnovama kasnije izgrađena katedrala Katedrala Notre-Dame u Parizu. Preuzimanjem vlasti od Klodviga I u ranom šestom stoljeću, Île de la Cité postaje centar vladavine dinastije Merovinga.
Gradnjom mosta Pont Neuf otok se povezuje s obalama Seine. Gradnjom mosta za vrijeme vladavine Henrika III, otok se povezuje s tri manja močvarana otoka, te se površina otoka povećava, a na tome se dijelu kasnije gradi trg Place Dauphine i kuće, čijim se prodajama, finacira gradnja mosta.

## Poznate građevine
- Katedrala Katedrala Notre-Dame u Parizu;
- bivša kraljevska palača Palais de la Cité (danas palača ministarstva pravde);
- bivša kapela Sainte-Chapelle;
- Conciergerie;
- trg Place Dauphine;
- spomenik Mémorial de la Déportation;
- cvjetna pijaca (nedjeljom mjesto za prodaju ptica).

## Javni prijevoz
Otok je s gradom povezan s dvije stanice pariškog metroa, Cité i Saint-Michel, te s dvije linije pariške željeznice.

## Vanjske poveznice
- http://paris1900.lartnouveau.com/paris00/l_ile_de_la_cite.htm